# Nissan Motor Car Carrier
Nissan Motor Car Carrier Co., Ltd. (abreviada: NMCC; Japonés: 日産専用船株式会社, romanizado: Nissan Senyōsen Kabushiki-gaisha) es una empresa japonesa de envíos roll-on/roll-off propiedad de Nissan Motors (60%) y Mitsui O.S.K Lines (40%).

## Descripción general
La flota de la compañía incluye 9 buques portacoches de alta mar, cada uno con un arqueo bruto entre 46.000 y 60.000 GT. El negocio principal es el transporte marítimo de vehículos nuevos Nissan y marcas hermanas fabricados en Japón y México, en todo el mundo y específicamente a EE. UU., Europa, Asia Central y Medio Oriente. 
Su filial europea Euro Marine Carrier es un operador marítimo de corta distancia en Europa, también encargado de transportar modelos Nissan a puertos europeos más periféricos, no llamados directamente por Nissan. NMCC también tiene una relación comercial cooperativa con la compañía naviera noruega Höegh Autoliners. En Europa, el Puerto de Ámsterdam se utiliza como puerto base para todas las actividades principales de descarga y transbordo de automóviles Nissan importados y exportados.
En Agosto del 2017, la Comisión de Comercio Justo de Corea del Sur aplicó una gran multa a Mitsui O.S.K. Lines y Nissan Motor Car Carrier por violación de la ley Antimonopolio.

## Flota
Esta es una lista dinámica y es posible que nunca pueda satisfacer estándares particulares de integridad. Puede ayudar ampliándolo con entradas de fuentes confiables. 
- Asian Spirit
- Jupiter Spirit
- Leo Spirit
- Nordic Spirit
- Pleiades Spirit
- Venus Spirit
- World Spirit

## Galería

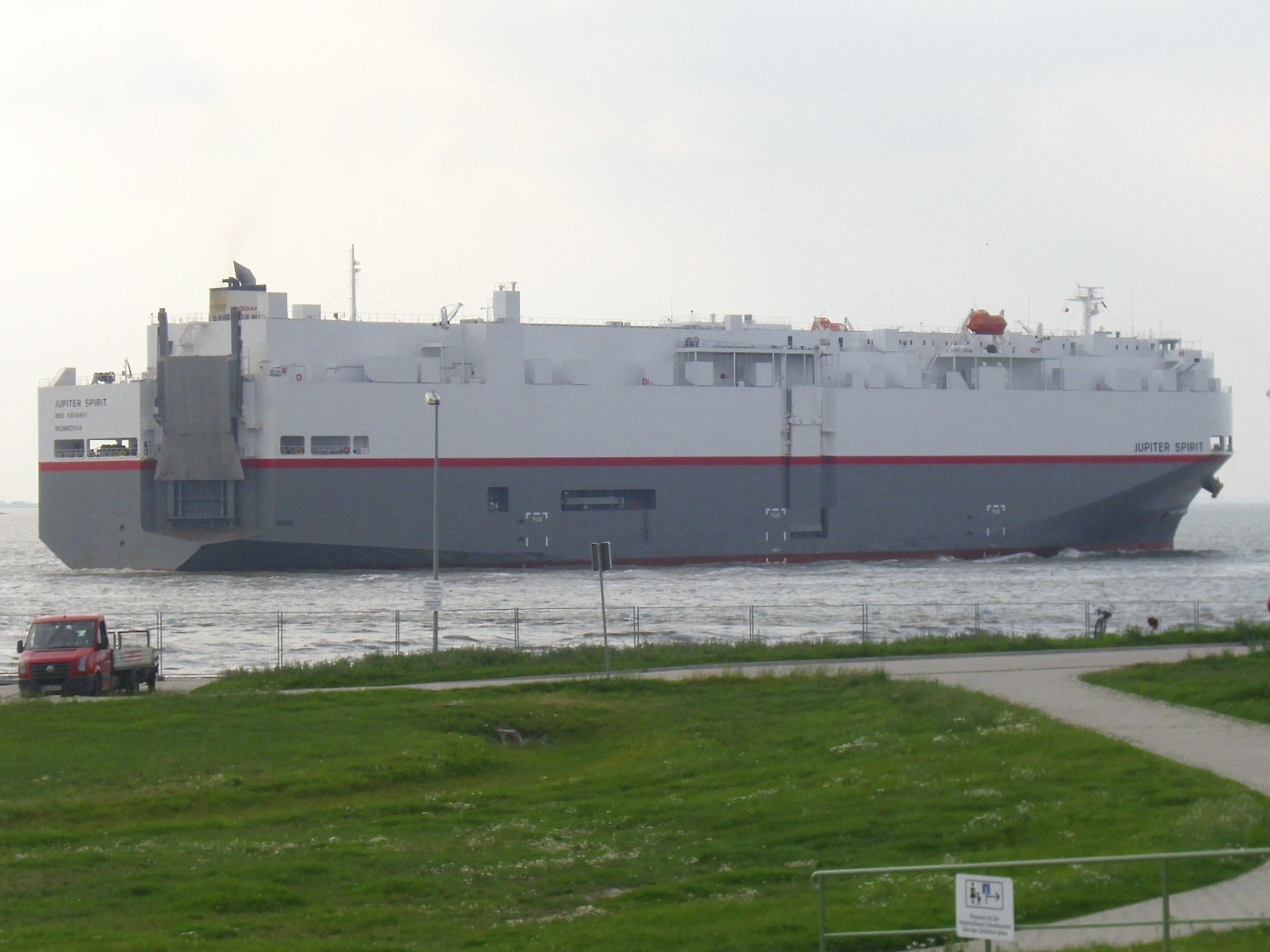
MV Jupiter Spirit

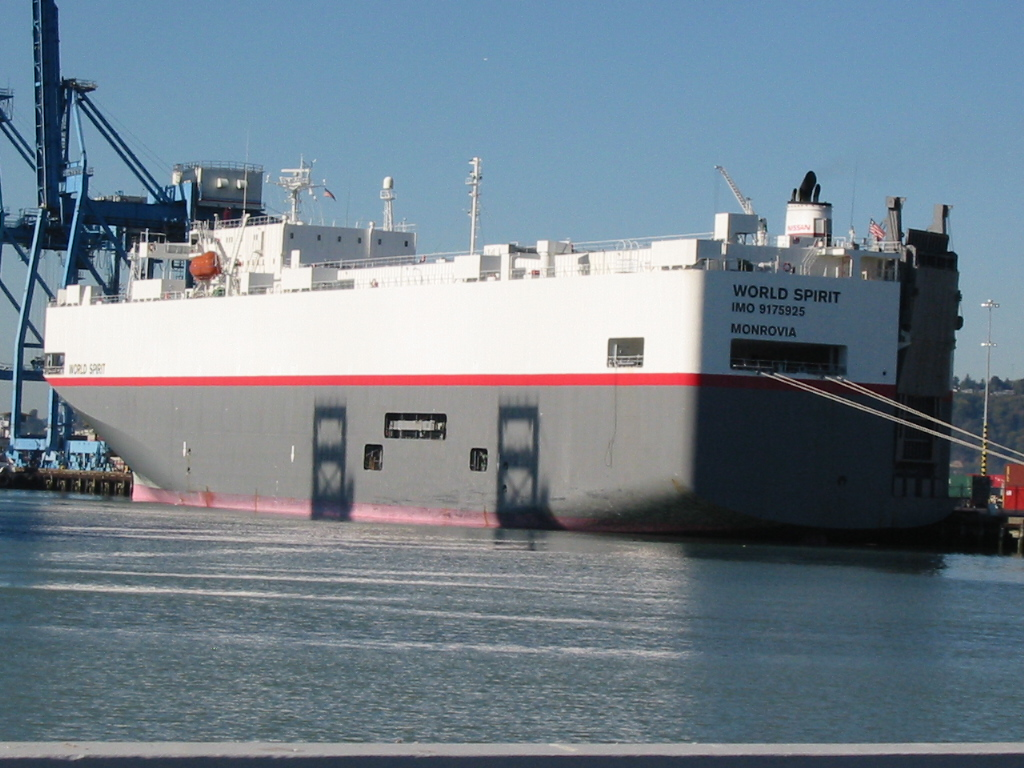
MV World Spirit

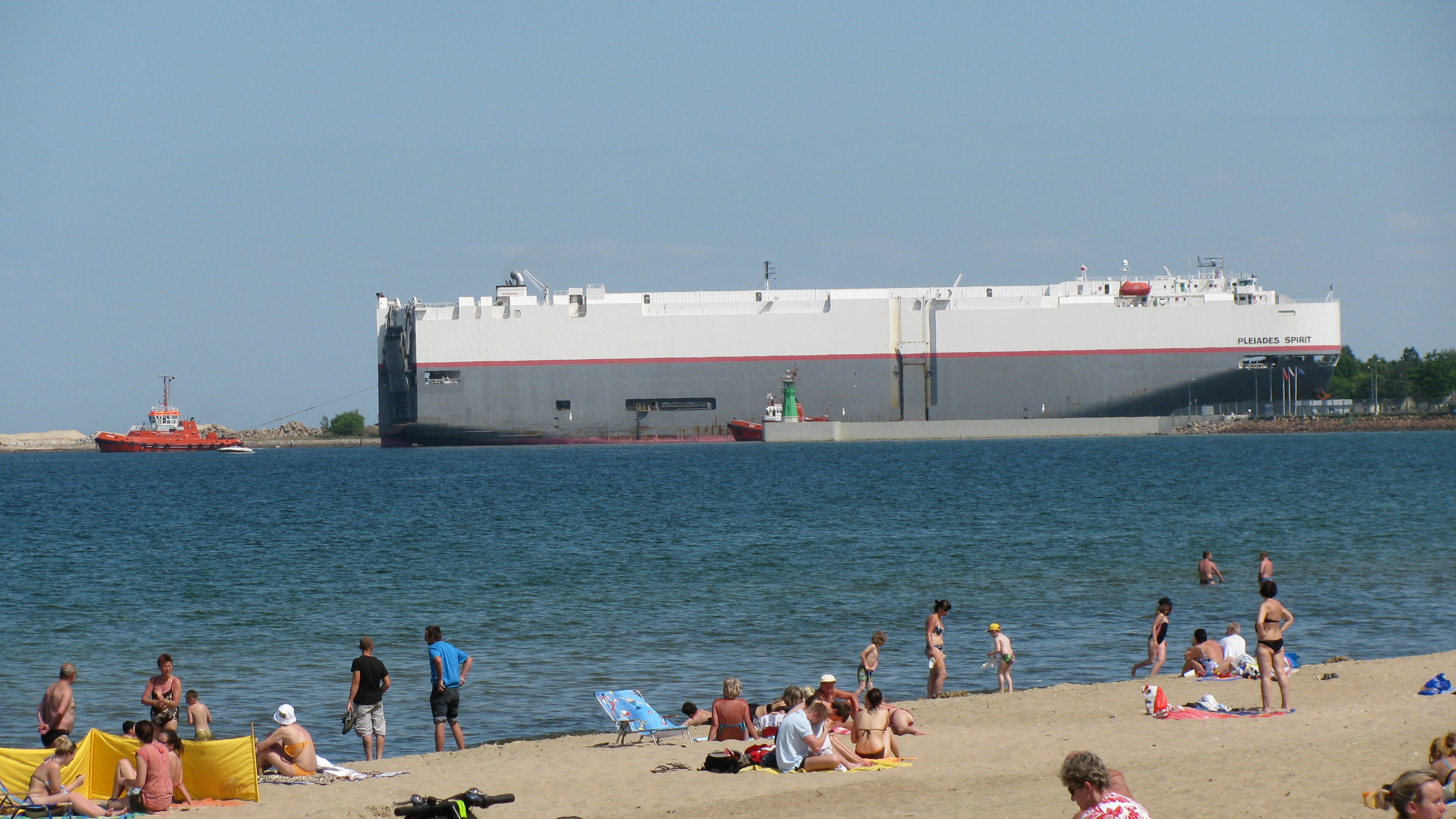
MV Pleiades Spirit

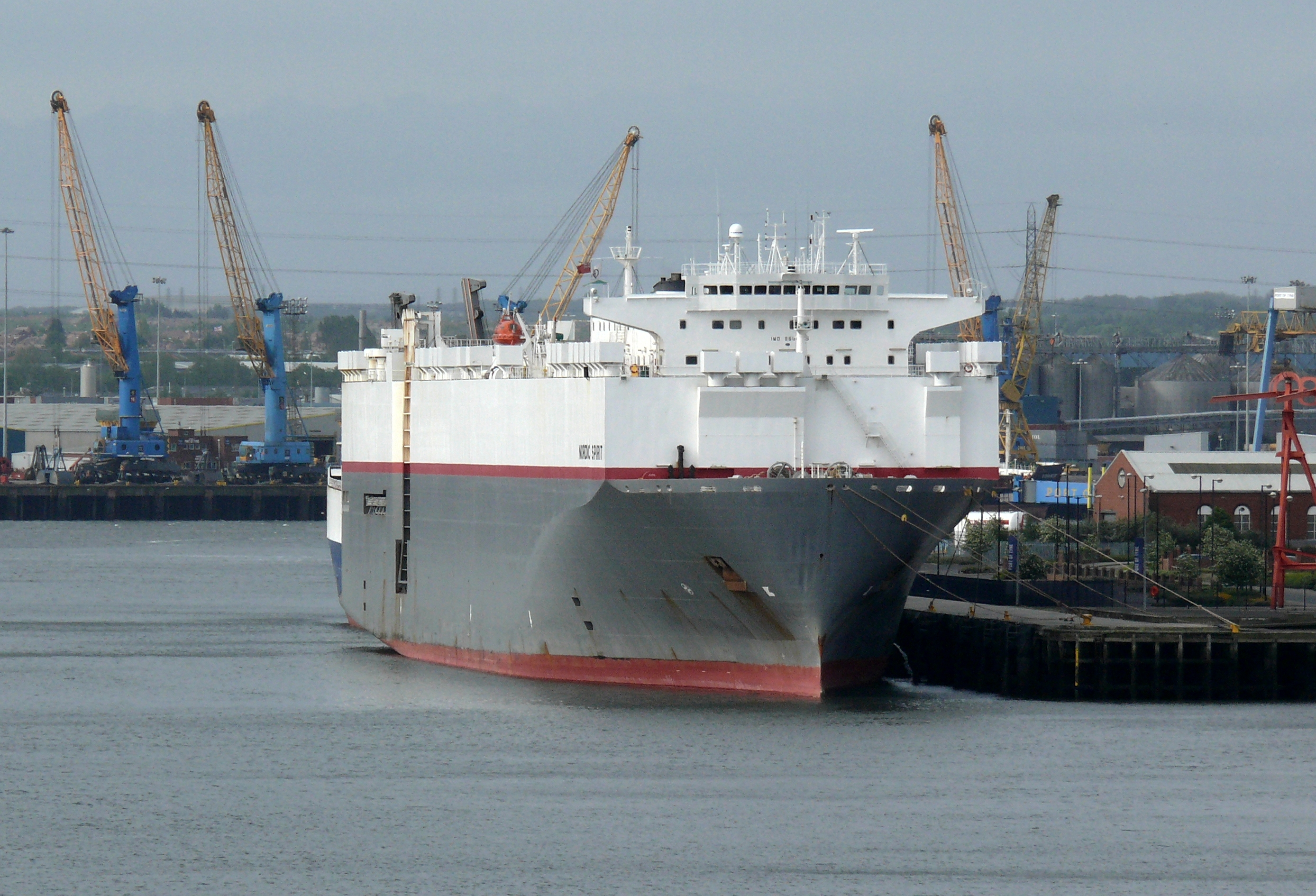
MV Nordic Spirit

## Enlaces Externos
- Sitio Web Oficial

- Datos: Q11509869
- Multimedia: Category:Nissan Motor Car Carrier / Q11509869